# Robert Rooba
Robert Rooba (* 2. September 1993 in Tallinn) ist ein estnischer Eishockeyspieler, der seit 2024 bei KooKoo in der finnischen Liiga unter Vertrag steht. Sein Vater Jüri war früher Erstligaspieler in Estland und ist heute General-Manager der estnischen Nationalmannschaft.

## Karriere

### Club
Robert Rooba begann seine Karriere als Eishockeyspieler in seiner estnischen Heimat bei Purikad Tallinn. Im Alter von 15 Jahren wechselte er 2008 nach Finnland zu den Espoo Blues, wo er zunächst in den Jugendmannschaften zum Einsatz kam. In der Spielzeit 2011/12 gab er sein Debüt in der Profimannschaft der Blues in der Liiga, zu deren Kader später gehörte. In der Spielzeit 2013/14 konnte er sich mit 36 Einsätzen in 60 Spielen als Ergänzungsspieler bei den Blues etablieren. Im Januar 2016 wechselte er zum Mestis-Klub Kokkolan Hermes, bei dem er die Saison beendete. Von 2016 bis 2021 spielte er beim JYP Jyväskylä wieder in der Liiga. 2018 gewann er mit dem Klub die Champions Hockey League und 2019 wurde er zum Spieler des Jahres in Estland gewählt. 2021 wurde er von Sewerstal Tscherepowez aus der Kontinentale Hockey-Liga verpflichtet, kehrte aber bereits nach einer Spielzeit zu JYP Jyväskylä zurück. 2024 wechselte er zum Ligarivalen KooKoo.

### International
Für Estland nahm Rooba im Juniorenbereich an der Division II der U18-Junioren-Weltmeisterschaften 2009 und 2010, der Division I der U20-Junioren-Weltmeisterschaft 2009, als die estnische Mannschaft nach fünf, zum Teil zweistelligen, Niederlagen absteigen musste, sowie den Turnieren der Division II der U20-Junioren-Weltmeisterschaften 2010, 2011, 2012 und U20-Junioren-Weltmeisterschaft 2013 teil. Dabei wurde er sowohl 2012 (gemeinsam mit seinem Landsmann Artjom Gornostajev) als auch 2013 jeweils Top-Scorer der B-Gruppe der Division II und erreichte mit der estnischen Mannschaft 2013 auch den Aufstieg in die A-Gruppe der Division II. 2011, 2012 und 2013 wurde er jeweils als bester Spieler der estnischen U20-Auswahl ausgezeichnet, 2013 wurde er zudem zum besten Stürmer des Turniers gewählt. Rooba ist bis heute Topscorer und nach Aleksandr Petrov zweitbester Torschütze der Estnischen U20-Auswahl.
Bereits als 16-Jähriger gab Rooba sein Debüt für die Herrennationalmannschaft bei der Weltmeisterschaft 2010 der Division II, als den Balten der Aufstieg in die Division I gelang. Nachdem er mit seinem Team ein Jahr später den sofortigen Wiederabstieg hinnehmen musste, war er 2012 mit drei Toren und fünf Vorlagen am erneuten Aufstieg in die Division I beteiligt. Den erneuten Abstieg der Esten, die sich zu einer Fahrstuhlmannschaft zwischen den Divisionen I und II entwickelt haben, konnte er dann 2013 beim Turnier der B-Gruppe der Division I in Donezk aber nicht verhindern. 2014 gab er beim Turnier der A-Gruppe der Division II in Belgrad nicht nur die meisten Torvorlagen und erzielte die höchste Zahl an Scorerpunkten, sondern wurde auch zum besten Stürmer des Turniers und besten Spieler seiner Mannschaft gewählt. Mit sechs Toren war er zudem nach dem Serben Marko Kovačević auch zweitbester Torschütze des Turniers. Er war der damit einer der Garanten des wiederholten Aufstiegs der estnischen Mannschaft in die Division I. Bei der Weltmeisterschaft 2015 gelang es ihm mit den Balten dann endlich den Fahrstuhl zu verlassen und den Klassenerhalt in der Division I zu erreichen. Auch 2016, als er als Topscorer (gemeinsam mit dem Briten Ben O’Connor) und Torschützenkönig (gemeinsam mit dem Kroaten Mike Glumac) des Turniers und bester Spieler seiner Mannschaft zum erneuten Klassenerhalt beitrug, 2017, 2018, 2019, 2022, 2023 und 2024, als er als Torschützenkönig auch zum besten Stürmer des Turniers und besten Spieler seiner Mannschaft gewählt wurde, spielte er in der Division I. Außerdem vertrat er seine Farben bei den Qualifikationsturnieren für die Olympischen Winterspiele 2018 in Pyeongchang und 2026 in Mailandsowie beim Baltic-Cup 2016 und beim Baltic Challenge Cup 2019, 2022, 2023 und 2024. Er ist jeweils nach Andrei Makrov der zweitbeste Scorer und Torschütze der estnischen Eishockeynationalmannschaft.

## Erfolge und Auszeichnungen
- 2010 Aufstieg in die Division I bei der Weltmeisterschaft der Division II, Gruppe B
- 2012 Top-Scorer der U20-Weltmeisterschaft der Division II, Gruppe B
- 2012 Aufstieg in die Division I, Gruppe B, bei der Weltmeisterschaft der Division II, Gruppe A
- 2013 Aufstieg in die Division II, Gruppe A, bei der U20-Weltmeisterschaft der Division II, Gruppe B
- 2013 Top-Scorer, meiste Vorlagen und bester Stürmer der U-20-Weltmeisterschaft der Division II, Gruppe B
- 2014 Aufstieg in die Division I, Gruppe B, bei der Weltmeisterschaft der Division II, Gruppe A
- 2014 Top-Scorer, bester Vorbereiter und bester Stürmer der Weltmeisterschaft der Division II, Gruppe A
- 2016 Top-Scorer und Torschützenkönig der Weltmeisterschaft der Division I, Gruppe B
- 2018 Gewinn der Champions Hockey League mit JYP Jyväskylä
- 2019 Spieler des Jahres in Estland
- 2024 Bester Stürmer und Torschützenkönig der Weltmeisterschaft der Division I, Gruppe B

## Liga-Statistik
(Stand: Ende der Spielzeit 2023/24)